# Epiplatys
Epiplatys là một chi cá trong họ Aplocheilidae, gồm các loài bản địa của châu Phi. Nhiều loài cá trong chi này được ưa chuộng để nuôi làm cá cảnh

## Các loài
Hiện hành có 36 loài được ghi nhận trong chi này:
- Epiplatys annulatus (Boulenger, 1915)
- Epiplatys ansorgii (Boulenger, 1911)
- Epiplatys atratus Van der Zee, Mbimbe & Sonnenberg, 2013[2]
- Epiplatys barmoiensis Scheel, 1968
- Epiplatys biafranus Radda, 1970
- Epiplatys bifasciatus (Steindachner, 1881)
- Epiplatys chaperi (Sauvage, 1882)
- Epiplatys chevalieri (Pellegrin, 1904)
- Epiplatys coccinatus Berkenkamp & Etzel, 1982
- Epiplatys dageti Poll, 1953
  - Epiplatys dageti dageti Poll, 1953
  - Epiplatys dageti monroviae Arnoult & Daget, 1965
- Epiplatys duboisi Poll, 1952
- Epiplatys esekanus Scheel, 1968
- Epiplatys etzeli Berkenkamp, 1975
- Epiplatys fasciolatus (Günther, 1866)
- Epiplatys grahami (Boulenger, 1911)
- Epiplatys guineensis Romand, 1994
- Epiplatys hildegardae Berkenkamp, 1978
- Epiplatys huberi (Radda & Pürzl, 1981)
- Epiplatys infrafasciatus (Günther, 1866)
- Epiplatys josianae Berkenkamp & Etzel, 1983
- Epiplatys lamottei Daget, 1954
- Epiplatys longiventralis (Boulenger, 1911)
- Epiplatys maeseni (Poll, 1941)
- Epiplatys mesogramma Huber, 1980
- Epiplatys multifasciatus (Boulenger, 1913)
- Epiplatys neumanni Berkenkamp, 1993
- Epiplatys njalaensis W. Neumann, 1976
- Epiplatys olbrechtsi Poll, 1941
- Epiplatys phoeniceps Huber, 1980
- Epiplatys roloffi Romand, 1978
- Epiplatys ruhkopfi Berkenkamp & Etzel, 1980
- Epiplatys sangmelinensis (C. G. E. Ahl, 1928)
- Epiplatys sexfasciatus T. N. Gill, 1862
  - Epiplatys sexfasciatus rathkei Radda, 1970
  - Epiplatys sexfasciatus sexfasciatus T. N. Gill, 1862 (Sixbar panchax)
  - Epiplatys sexfasciatus togolensis Loiselle, 1971
- Epiplatys singa (Boulenger, 1899)
- Epiplatys spilargyreius (A. H. A. Duméril, 1861)
- Epiplatys zenkeri (C. G. E. Ahl, 1928)